# 花水木 (電影)
《花水木：依然想著你》（日语：ハナミズキ）是一部2010年上映的日本電影，電影以日本歌手一青窈名曲《花水木》的歌詞中所傳達的「無償的愛」為主題。電影的拍攝地點橫跨北海道釧路市、東京、紐約、多倫多等地。

## 劇情
由新垣結衣飾演住在北海道釧路的明星高中女生紗枝，和由生田斗真飾演水產學校的康平邂逅相戀。但紗枝因為考入早稻田大學而前往東京，康平卻需承擔家計而留在釧路當漁夫，兩人在承受長期遠距戀愛的相思之苦後，為對方著想而選擇開始，卻又在各自經歷人生重要的十年成長後，在命運的牽動下，再次相見。

## 演員
- 平沢紗枝 - 新垣結衣飾[7]（主演）
- 木内康平 - 生田斗真飾
- 北見純一 - 向井理飾
- 渡辺律子 - 蓮佛美沙子飾
- 平沢圭一 - ARATA飾
- 遠藤真人- 木村祐一（日语：木村祐一）飾
- 木内健二郎 - 松重豊飾
- 平沢良子 - 藥師丸博子飾[8]

## 主題曲、插曲
- 花水木（演唱：一青窈）
- 踩影子（日语：影踏み）（演唱：一青窈）

## 獎項
| 年份 | 獎項名稱         | 獎項提名類別 | 對象     | 結果 |
| ---- | ---------------- | ------------ | -------- | ---- |
| 2010 | 第35屆報知電影賞 | 主演女優賞   | 新垣結衣 | 提名 |

## 外部連結
- 互联网电影数据库（IMDb）上《花水木》的资料（英文）
- 臺灣代理商 龍祥電影 花水木：依然想著你 （页面存档备份，存于）